# 洛哈爾什凱爾
洛哈爾什凱爾 （来自蘇格蘭盖尔語 ：Caol Loch Aillse 「 起泡沫的海灣 ”）是苏格兰西北海岸的罗斯郡 （ Ross-shire ）的一个村庄，位於因弗内斯西南西90公里處 。它位于洛哈爾什半島，在爾什灣的入口处，與天空岛相對。在1995年跨越海灣的橋梁完成之前，兩地有輪渡服務。 

## 地理

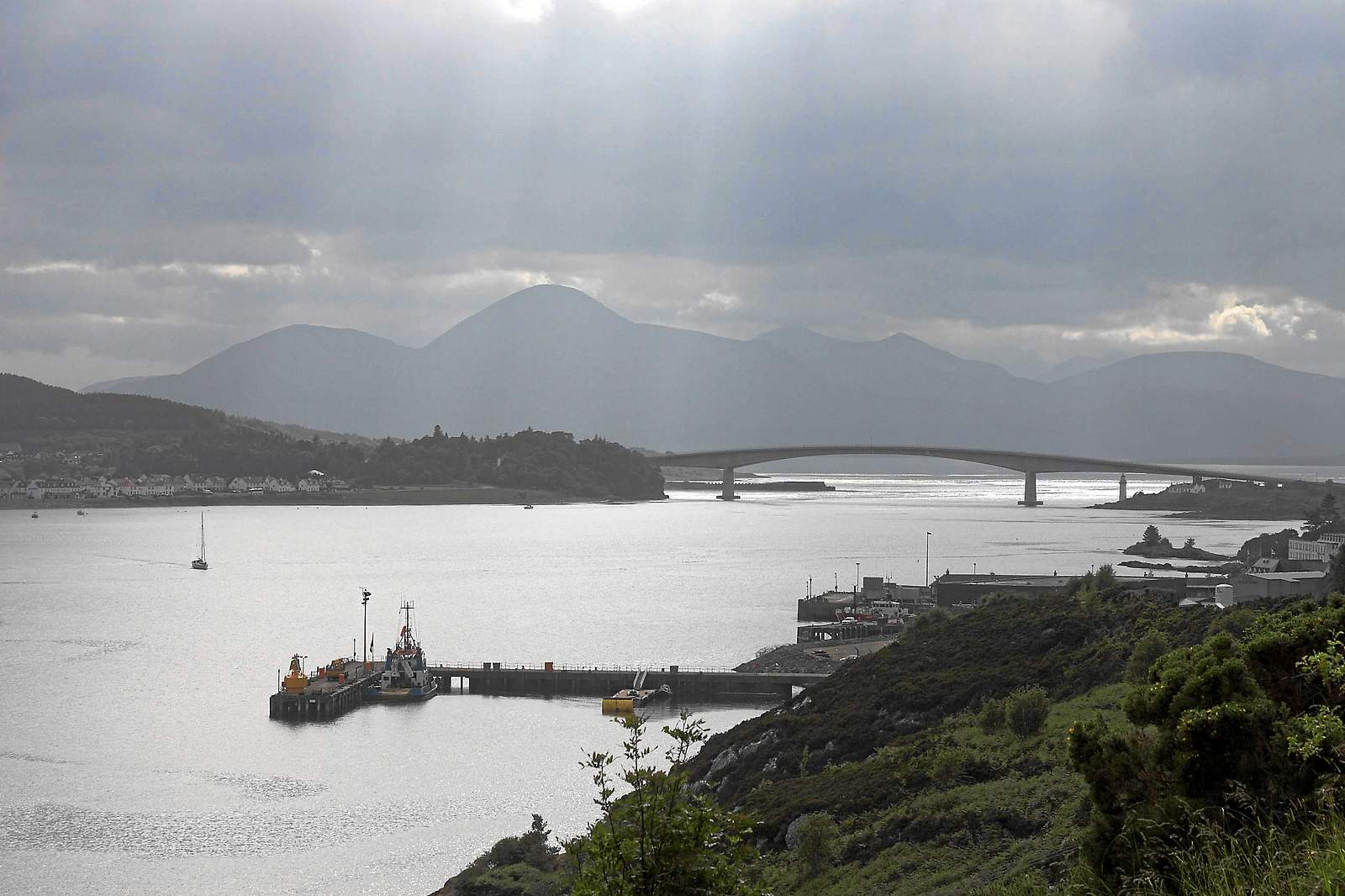
洛哈尔什凯尔

本村是地区的运输和购物中心，拥有海港和码头，以及浮船供游客使用。周围的风景、野生动植物、緩慢的生活，是本村的觀光資源。近來也有鮭魚養殖。 

## 历史
城镇中心的公共會所建于1932年。 

## 运输
興建於1897年的洛哈爾什凱爾線通往因弗内斯，終點站位於海邊，靠近當年轮渡碼頭。